# Bill Keith
Pour les articles homonymes, voir Keith et William Keith.
Bill Keith (né le 20 décembre 1939 à Boston, mort le 23 octobre 2015) est un banjoïste et un joueur de Pedal steel guitar américain connu pour avoir apporté une contribution significative à la technique du banjo à 5 cordes. Ce style considéré comme progressiste, est différent du traditionnel Scruggs style. Il est appelé melodic ou encore Keith style.

## Carrière professionnelle
William Bradford Keith est né à Boston, Massachusetts en 1939, et réside à Woodstock. C'est en jouant avec une violoniste, June Hall, qu'il découvre les limites des techniques traditionnelles pour jouer au banjo des airs écrits pour le violon (fiddle tunes). Il décompose  alors les mélodies de deux classiques Devil's Dream et Sailor's Hornpipe et les joue note à note. Le « Keith Style » est né. Il enregistre ces morceaux en 1962 avec son compère Jim Rooney dans l'album Bluegrass, Livin' on the Mountain (paru en 1963). Il joue ensuite avec Red Allen, Frank Wakefield and Kentuckians (album The Bluegrass, 1964). Après avoir rencontré le banjoiste Earl Scruggs à Baltimore, il est invité par ce dernier à Nashville pour travailler les tablatures de sur sa méthode de Banjo. Earl Scruggs présente Bill Keith au fondateur du bluegrass, Bill Monroe et a son violoniste Kenny Baker. Bill Keith leur joue Devil's Dream, ce qui lui vaut une offre d'engagement dans le groupe de Bill Monroe, les Blue Grass Boys. Les enregistrements et concerts réalisés durant cette courte période de 9 mois avec le "roi du bluegrass" popularisent son nouveau style de jeu et contribuent à assoir sa réputation. Il influencera ainsi de nombreux banjoïstes.
Après avoir quitté la formation de Bill Monroe, il expérimente de nouvelles techniques en jouant pendant 4 ans (1964-1968) dans le Jim Kweskin Jug Band. À la fin des années 1960, il joue de la Pedal steel guitar au sein du Blue Velvet Band, avec le violoniste Richard Greene, le guitariste Eric Weissberg et Jim Rooney (Sweet Moments, 1969). Il joue aussi ponctuellement pour d'autres artistes comme Ian and Sylvia ou Jonathan Edwards, puis Judy Collins. Il participe en 1972 au disque du collectif Mudacres (Music amont Friends, Rounder) avec en particulier Happy Traum et Jim Rooney.
En 1973, Bill Keith participe à l'expérience inédite du « supergroupe » : Muleskinner, avec Peter Rowan (guitare, chant), David Grisman (Mandoline) Clarence White (guitare) et Richard Greene (violon). La formation de ce supergroupe était liée à Bill Monroe, car Richard Greene (qui a joué pour ses Bluegrass Boys, tout comme Bill Keith et Peter Rowan), avait été invité à former un groupe pour le rejoindre dans une émission de télévision. Cependant, le bus de Monroe ayant eu quelques problèmes techniques, Muleskinner a dû jouer toute la soirée tout seul et ce fut un succès (enregistrement disponible en audio et en video). Cela a abouti à un contrat d'enregistrement avec Warner Bros. Le groupe a enregistré son unique album studio, Muleskinner, qui comprend des tendances jazzy, du country et du bluegrass progressif.
Dans la suite des années soixante dix, il vient souvent en Europe. D'abord avec Jim Rooney, puis avec le chanteur Jim Collier et le violoniste Kenny Kosek. Il complète alors sa formation avec des musiciens français comme Mike Larie, puis Pierre Bensusan et enfin Christian Séguret à la mandoline, Hervé de Sainte Foix puis Lionel Wendling à la basse... À ces occasions, il enregistre sur plusieurs disques, Les "Banjo Paris Session" vol 1 (1975) et 2 (1977), ou encore sur Old Fashion Love, l'album de Christian Séguret (1977). Il joue aussi à l'Olympia avec Marcel Dadi et participe à plusieurs des albums du guitariste, en France comme aux États-Unis. Ils donnent des cours dans plusieurs stages et joue en Belgique et aux Usa avec le guitariste François Vola.
Aux États-Unis, Il participe au disque de David Grisman (Rounder 1976) et l'on retrouve en grande partie les mêmes musiciens que dans son propre album, produit chez Rounder : Something Auld, Something Newgrass, Something Borrowed, Something Bluegrass (1976) : David Grisman (mandoline), Tony Rice (Guitar) Tom Gray (bassiste de Seldom Scène), les violonistes Vassar Clements et Kenny Kosek, sans oublier Jim Rooney au chant. Ce disque, distribué en France par Cezame a fortement influencé nos banjoistes hexagonaux. il a été réédité en CD en 1998. À la suite de cet enregistrement, il effectue en 1977 une première tournée européenne avec la formation de David Grisman (avec Tony Rice, Darol Anger et Bill Amatneek) et il jouera en particulier aux festivals de Lausanne, Courville-sur-Eure et Cambridge, puis il reviendra eu Europe avec le Chanteur Jim Collier et le violoniste Kenny Kosek pour une nouvelle tournée avec Christian Séguret à la mandoline et Lionel Wendling à la basse. Ils enregistrent à cette occasion un album chez Hexagone (1978).

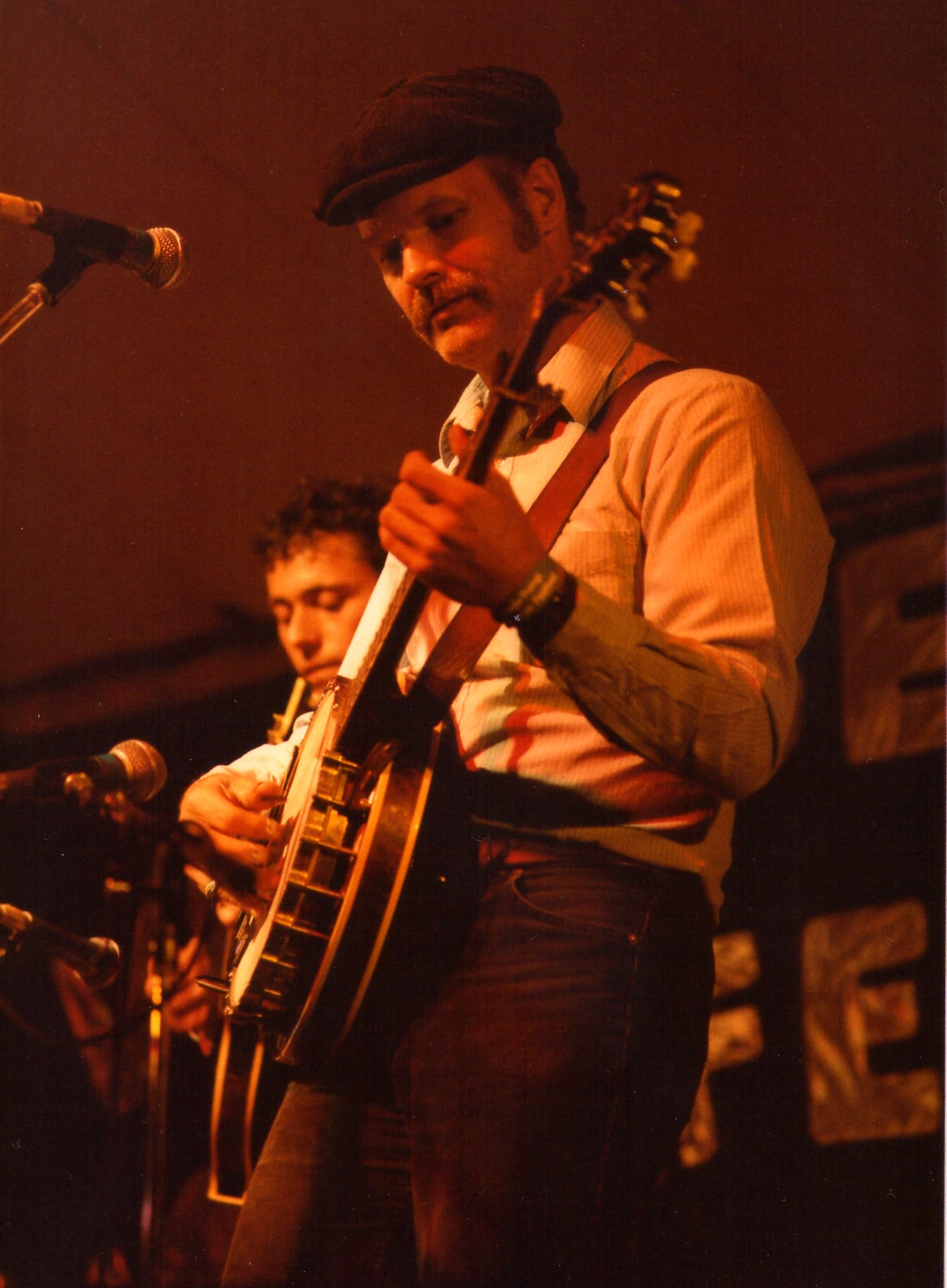
Bill Keith en concert au Festival de Cambridge, juillet 1985 (photographie par Tony Rees)

En 1999, le banjoïste Tony Trischka produit chez Rounder un disque intitulé "Fiddle Tunes for Banjo", où il invite les banjoistes Bill Keith et Bela Fleck. Cet album d'adaptations au banjo de ces mélodies pour violon dans l'esprit du Keith Style est devenu le classique du genre. Bill Keith enregistre un nouvel album en 1984: Banjoïstic (Rounder). Depuis lors, il joue occasionnellement avec d'anciens partenaire: Jim Rooney et Kenny Kosek dans New Blue Velvet Band ou Richard Greene et son groupe (The Grass is over, Rebel 1995)
En 2012, le Boston Bluegrass Union (BBU) Heritage Awards (2012), catégorie « Musicien », a été gagné par Bill Keith et Jim Rooney, mention Pioneering Boston-Based Bluegrass Performers.
En octobre 2015, juste avant son décès, Bill Keith a été intronisé à l'International Bluegrass Music Hall of Fame,.

## Autres activités et publications
Bill Keith a par ailleurs breveté des mécaniques les Keith Pegs qui permettent de changer rapidement la hauteur d'une note et qu'il continue de produire dans sa propre entreprise Beacon Banjo Company. Il possède lui-même quatre de ces mécaniques sur son banjo et joue peut jouer un morceau entier ( Auld Lang Syne = ce n'est qu'un au revoir..) sans mettre un doigt sur la touche de son banjo ( Banjo Paris Session  ).
Dans le domaine de l'enseignement, Bill Keith a animé de nombreux stages, cours et workshops. Il écrit des tablatures pour banjo depuis le début des années soixante ou il a travaillé sur la méthode Earl Scruggs. Dans les années 1970, il copublie en français avec le banjoïste  Jean-Marie Redon une méthode chez Chapell (1977) qui a été le bréviaire de nombreuses générations de banjoïstes. Il a également copublié avec Winnie Winston une méthode de Pedal Steel Guitar (Oak Publications, 1975), un livret de tablatures (Bill Keith Banjo) dans la collection Bluegrass Master series de Tony Trischka et tout récemment un DVD dans la collection Happy Traum : Play Bluegrass Banjo by Ear (Homespun, 2005)

## Discographie

### Solo and contributions
- 1962 Bill Keith & Jim Rooney, Bluegrass Livin' on the Mountain, Prestige Folklore FL 14002
- 1976 Bill Keith, Something Auld, Something Newgrass, Something Borrowed, Something Bluegrass (1976) Rounder - CD 0084, 1998 (feat. Tony Rice, David Grisman)
- 1978 Bill Keith and Jim Collier, Hexagone 883020
- 1981 Tony Trischka, Bill Keith, Bela Fleck, Fiddle Tunes for Banjo, Rounder 0124, rééd. 1999
- 1984  Bill Keith, Banjoistics, Rounder Select OG US - 148
- 1993 Bill Keith, Beating Around The Bush Green, Linet.

### Avec Bill Monroe
- 1963 Bill Monroe & his Bluegrass Boys Deca Session, 20 & 27 mars 1963 reed. CD 3/4, plages 1 à 7 in : Bluegrass 1959-1969, Bear Family BCD 15529 (CD 1991)(feat. Del Mc Coury, guitar; Bill Keith, banjo; Kenny Baker, fiddle; Bessie Lee Mauldin, Bass ; Harry Silverstein, producteur)
- 1963 Bill Monroe & his Bluegrass Boys, July 1963: Two Days at Newport, And More Bears AMD / ACDAA 25001(CD 2003) (feat. Del Mc Coury, guitare ; Bill Keith, banjo; Billy Baker, violon ; Ralph Rinzer, basse, producteur)
- 1963 Bill Monroe & his Bluegrass Boys, "Live at Mechanic Hall" Acoustic Disc, ACD-59 (CD 2004), (11 novembre 1963 par David Grisman ; feat. Del Mc Coury, guitare; Bill Keith, banjo; John Stuart, violon ; Bessie Lee Mauldin, basse)

### Participation à des groupes, albums collectifs, sessions
- 1963 Bill Keith & Jim Rooney, Philadelphia Folk Festival - 1962 (Volume II) (various artists), Prestige Folklore INT 13072
- 1964 Red Allen, Frank Wakefield et Kentuckians, The Bluegrass, Folkways Records – FA 2408[13] CD 2004 Smithsonian Folkways Recordings SFW40127[14]
- 1964 Kentucky Colonels (Clarence White), Long Journey Home, live au Newport Folk Festival, Newport, Rhode Island, juillet 1964, Vanguard reissue CD 1991/95 (VCD-) 77004) Bill Keith joue sur les plages  (18-21)
- 1966 Gloria Belle, Today I Can Smile/Baby, You Gotta Be Mine single 45 RPM Redwing 16171 (Bill Keith (banjo) et Tater Tate (fiddle))
- 1969 The Bee Gees, Odessa, Polydor Records (UK), Atco Records (US)
- 1972 Mud Acres, Music Among Fiends, Rounder 3001 (Out Of Joint, parmi d'autres )
- 1973 Muleskinner, A Pot pourri of Bluegrass Jam, Warner Bros. records BS 2787 (feat. Peter Rowan, Clarence White, David Grisman)
- 1973 Muleskinner Live : Original Television Soundtrack, réalisé en 1998, Sierra MSI-11059[15]
- 1975 Jim Rooney, One day at the Time, Rounder Records, 3008
- 1975 - 1977 Bill Keith & Jim Rooney, in Banjo Paris Session vol. 1 Pony/Musigrass; Cezame CEZ 1005 & vol 2 Cezame CEZ 1041
- 1976 Marcel Dadi – Dadi's Pickin' - Lights Up Nashville - Part Two, Cezame CEZ 1019 (Billy The Keith)
- 1976 The David Grisman Rounder Record (1976), rééd. CD 0069, 1986 (feat. Tony Rice)
- 1977 Bill Clifton (en) Clifton And Company, County Records 765 (feat. Bill Keith, Mike Auldridge (en), Jim Brock, Red Rector, Charlie Collins, Tom Gray (en))
- 1977 Christian Séguret With Bluegrass Friends Old Fashioned Love Cezame CEZ 1035 (session : Hot Mandolin No 17)
- 1977 Mud Acres: Woodstock Mountains: More Music From Mud Acres, Rounder 3018 (My Love Is But A Lassie Yet, (instrumental quadrille, banjo seul)
- 1977 Slim Richey (en)'s Jazz Grass Ridge Runner RRR0009 (Night In Tunisia - feat. Bill Keith, Alan Munde (en), Sam Bush (en)...)
- 1979 Jean-Marie Redon Banjoistiquement Votre, Cezame CEZ 1049 (session : Steel Banjo Rag)
- 1981 Mud Acres: Woodstock Mountains Revue : Back to Mud Acres, Rounder 3065 (Panhandle Rag BK: banjo+ pedal steel)
- 1985 Rowan, Keith And Rooney, Hot Bluegrass (Waterfront Music – WF 016, enregistré Live en 1980 au Royaume Uni)
- 1985  Peter Rowan, The First Whippoorwill, Sugar Hill, rééd. CD 1990, SHCD 3749
- 1989  David’s Rounder Album Band, Live at Grass Valley  (Bluegrass festival, Ca July 30 1989: David Grisman, Tony Rice, Bill Keith, Vassar Clements, Jerry Douglas, Mark Schatz) Acousticdisc/Acoustic Oasis Downloads
- 1995 Richard Greene, The Grass is Greener, Rebel Records, 1995, REBCD 1714
- 1999 Compilation Song Of The Hills: Appalachian Classics, Shanachie 6041 (Footprints In The Snow, version instrumentale par : Bill Keith, Tony Trischka, Eric Weissberg, Kenny Kosek, Stacy Phillips (en), Molly Mason)
- 2005 Gordon Titcomb (en) The Last Train, Rising Son Records, (avec Arlo Guthrie, Mike Auldridge (en) and Bill Keith
- 2008 Tony Trischka (en) Territory, Smithsonian Folkways SFW CD 40169 (Trompe De L'oreille)

### Pedal Steel guitar
- 1969 Sweet Moments With The Blue Velvet Band  Warner Bros. - Seven Arts Records WS 1802 (membre du groupe: The Blue Velvet Band, avec Richard Greene, Jim Rooney, Eric Weissberg).
- 1971 Jonathan Edwards (en) Jonathan Edwards (album) (en) Capricorn Records – SD 862
- 1972 Jonathan Edwards Honky-Tonk Stardust Cowboy (en) 	ATCO Records – SD 7015
- 1973 Jonathan Edwards Have a Good Time for Me (en) 	ATCO Records – SD 7036
- 1973 Judy Collins True Stories And Other Dreams Elektra EKS-75053 (sidemen, avec Eric Weissberg)

## Publications
- Jean-Marie Redon et Bill Keith, Méthode de Banjo, Chapell 1977, rééd. Musicom
- Winston, Winnie; Bill Keith, Pedal steel guitar, Oak Publications, 1975, 115 p.,  (ISBN 082560169X).